# Stříbrná věž
Stříbrná věž je malá ocelová příhradová konstrukce nezastřešené věže, která se nachází v Minizoo Skalka ve Skalka family parku pod kopcem Záhumenice v obci Vřesina v okrese Ostrava-město v Moravskoslezském kraji ve Vítkovské vrchovině. Vstup je zpoplatněn. Věž s výškou 7 m a hmotností 2800 kg byla otevřena 11. května 2021. Stavba věže trvala 3 měsíce. Z věže je výhled na Ostravu a blízké okolí.

## Další informace
Místo je také přístupné ostravskou městskou hromadnou dopravou.
U věže je malé dětské hřiště s houpačkami.

## Galerie

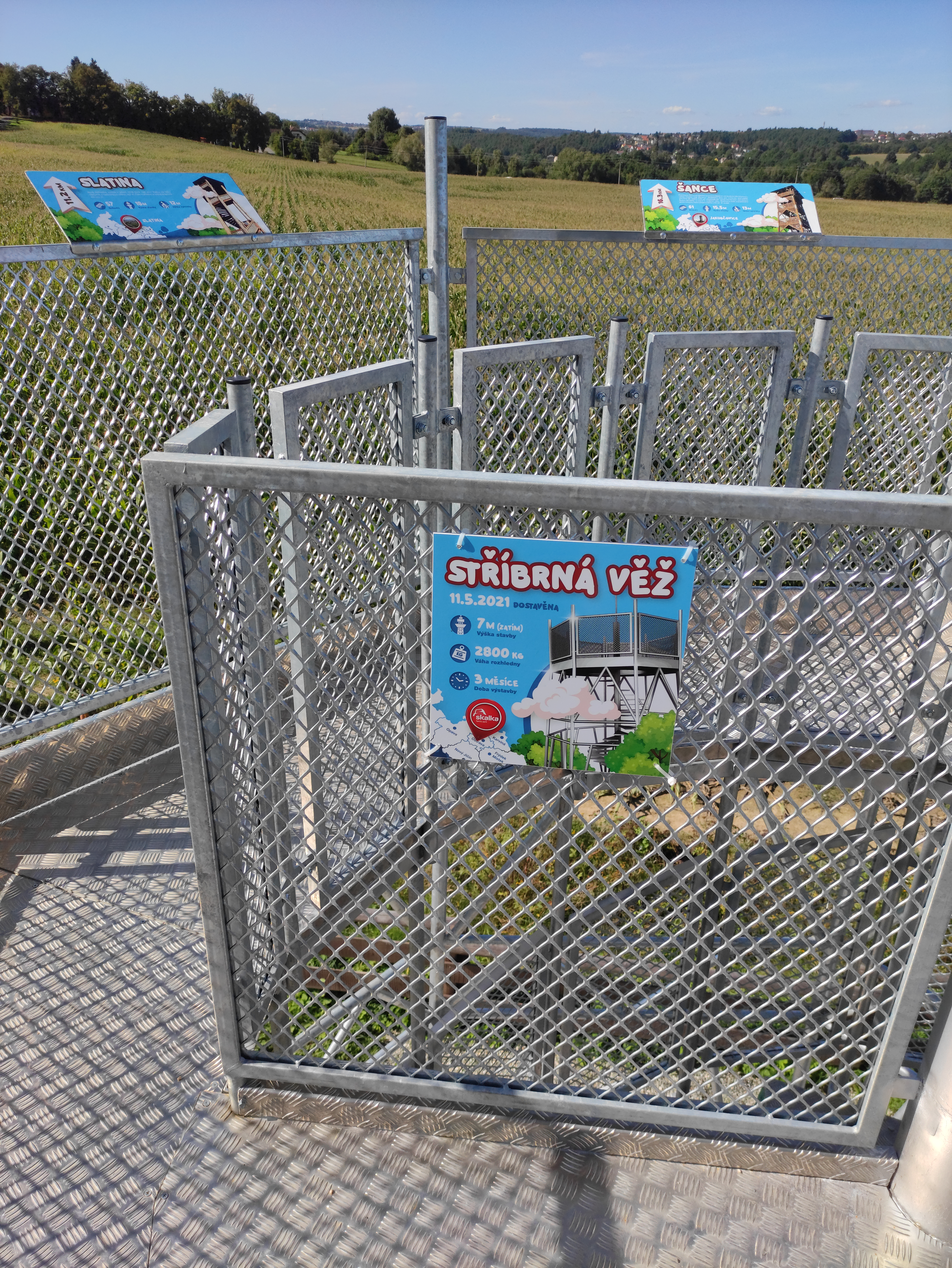
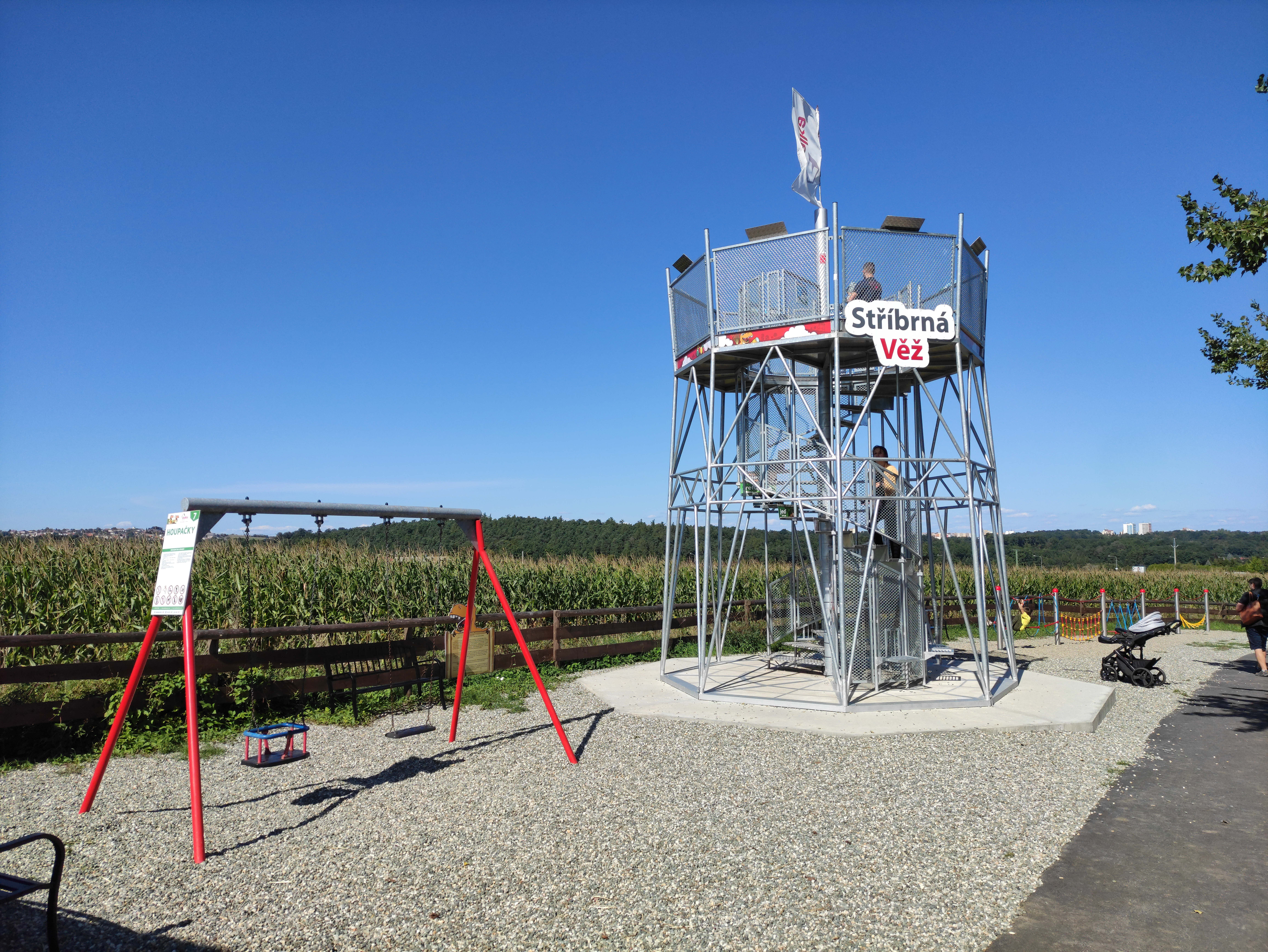